# FokI
FokI是一種存在於細菌Flavobacterium okeanokoites的type IIS限制酶，含有位於N端的DNA結合區塊（N-terminal DNA-binding domain），以及一個位於C端的非專一性DNA切割區塊。當此酵素與DNA辨識並結合於5'-GGATG-3'识别位点時，將會把位於結合位置下游的9到13個核苷酸切除（不需特定序列）。FokI的分子量為65.4 kDA，含有587個氨基酸。